# Limes Tripolitanus
Le Limes Tripolitanus est un élément des systèmes défensifs de l'Afrique romaine sous l'Empire romain, situé entre le sud de l'actuelle Tunisie et le nord-ouest de l'actuelle Libye, en protection de la Tripolitaine.

## Histoire
Le premier fort du limes est construit à Thiges (Borj Gourbata, région de Gafsa, en Byzacène) en 75, afin de se protéger des attaques des populations nomades. Le limes s'étend sous les règnes d'Hadrien et de Septime Sévère.

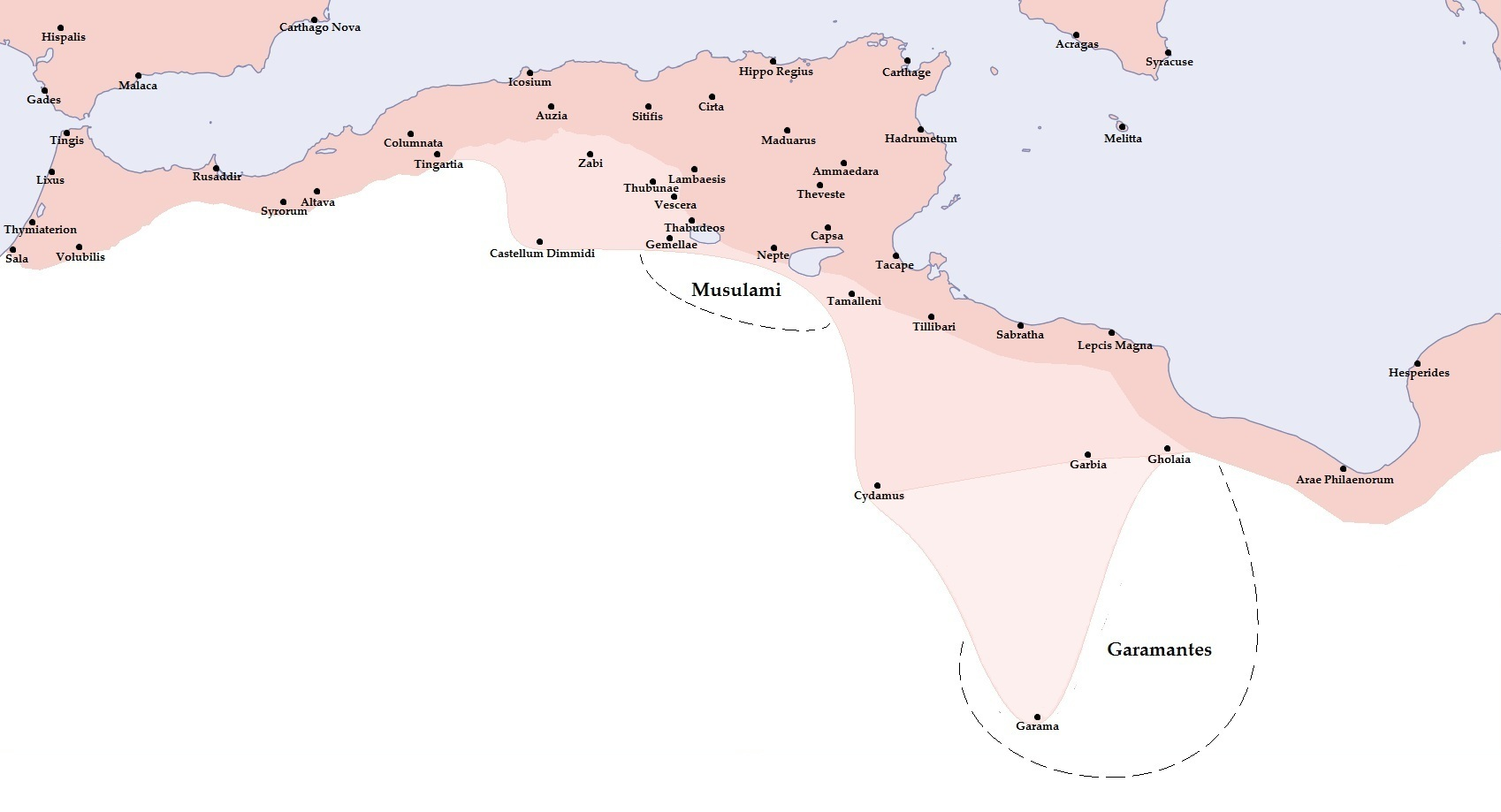
Évolution du limes africain, sous Septime Sévère (IIe siècle).
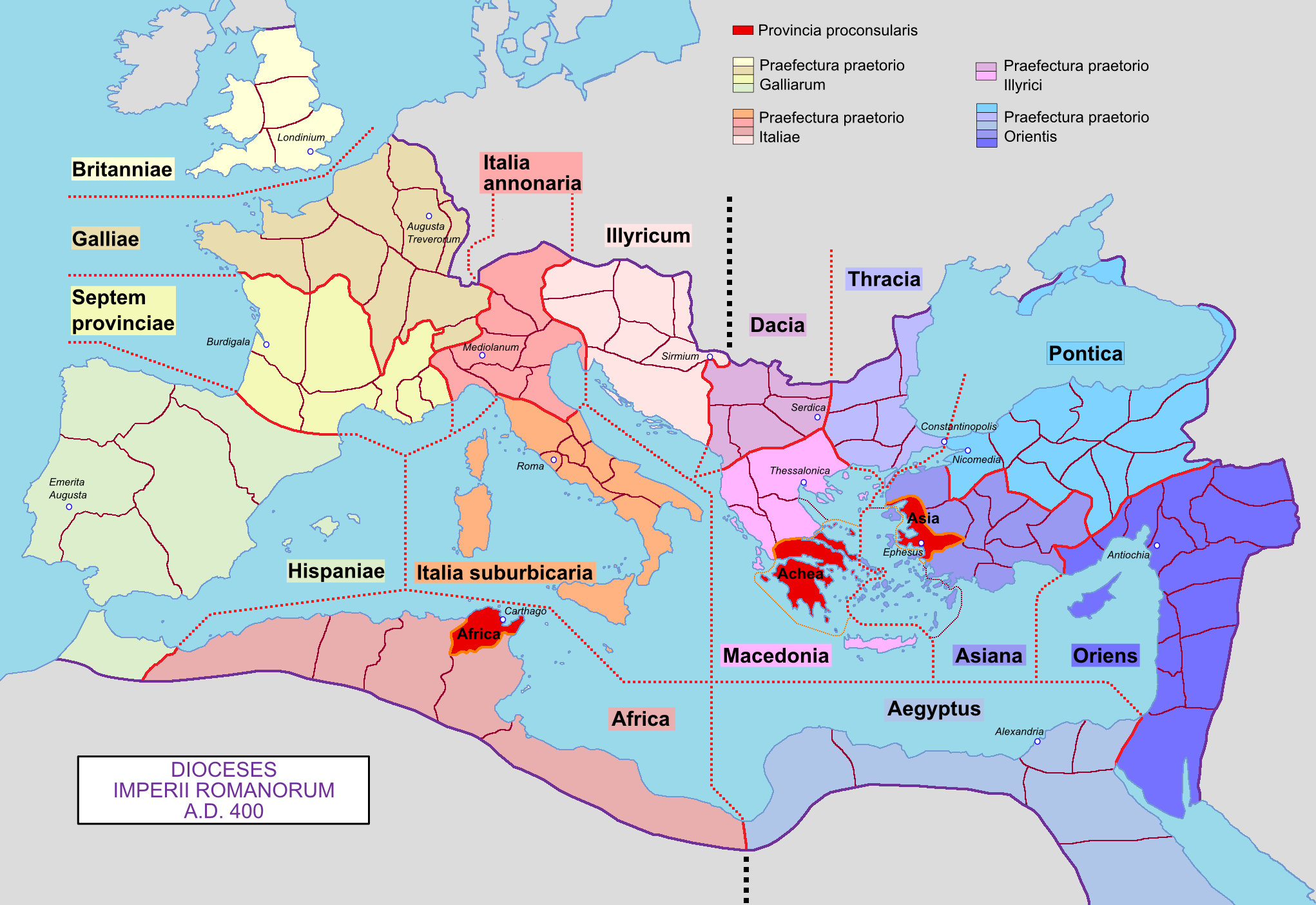
Subdivision de l'ancienne Proconsulaire, après 395.

### Libye
La Libye en conserve des vestiges importants, ainsi les forts de Bu Njem (anciennement Gholaia) et Gheriat el-Garbia, le village frontalier de Ghirza et environ 2 000 fermes fortifiées dénommées aussi centenaria.

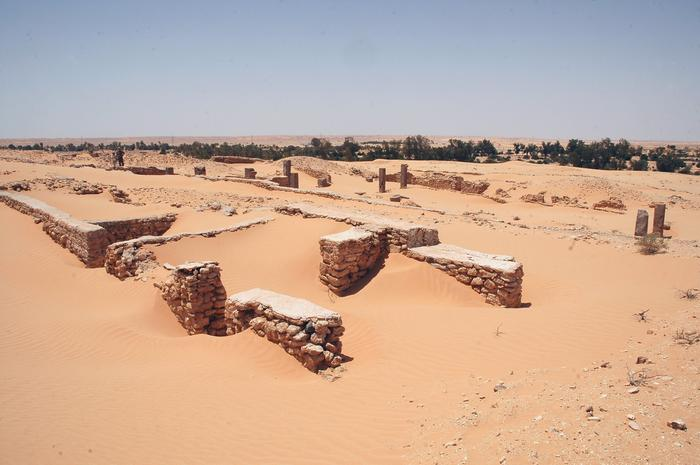
Fort de Bu Njem (Gholaia).
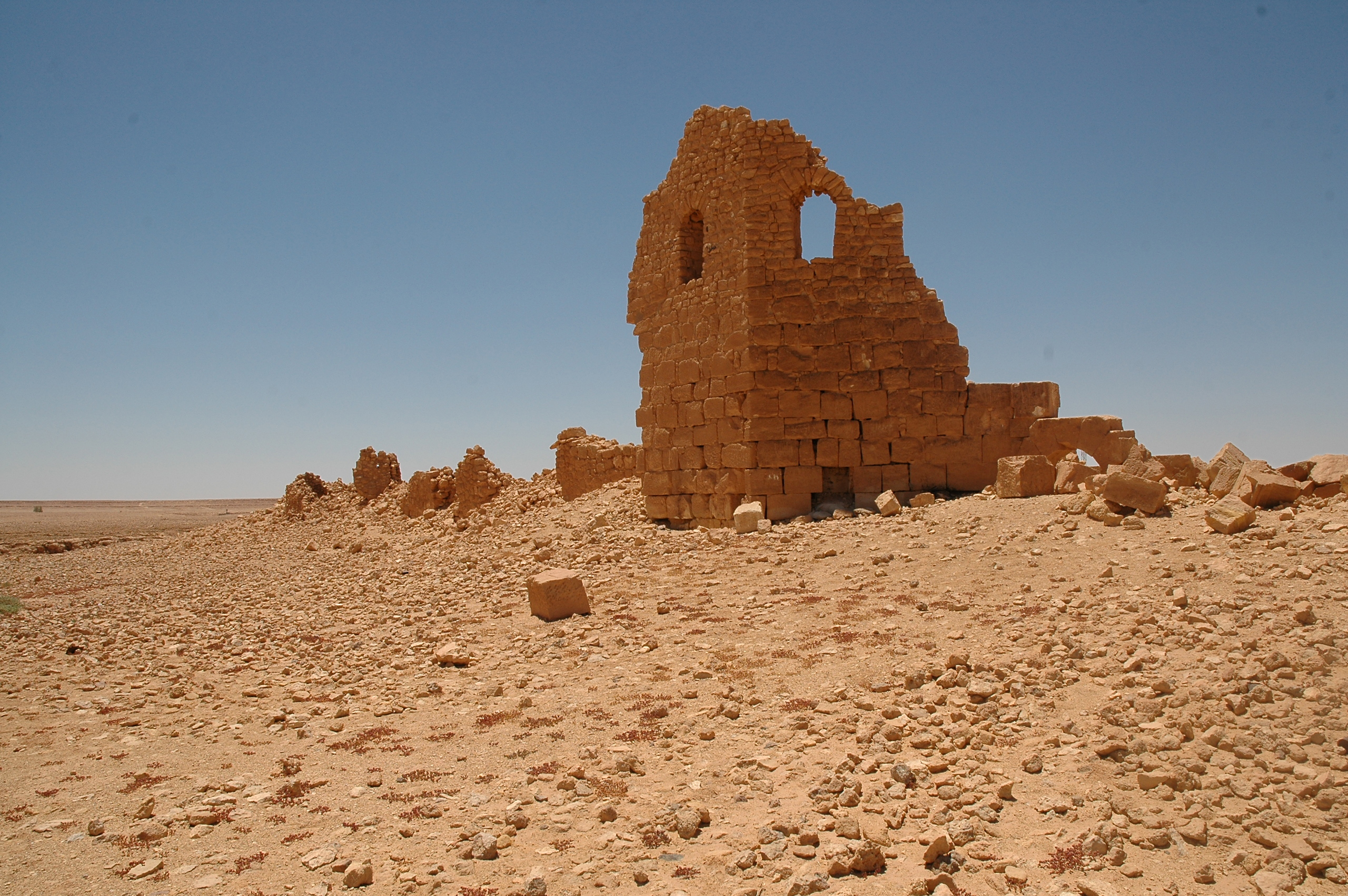
Fort de Gheriat el-Garbia.

### Tunisie
La Tunisie a plusieurs sites attachés au Limes Tripolitanus. En 2012, certains de ces sites sont présentés à l'Unesco afin de les enregistrer en tant que patrimoine mondial.

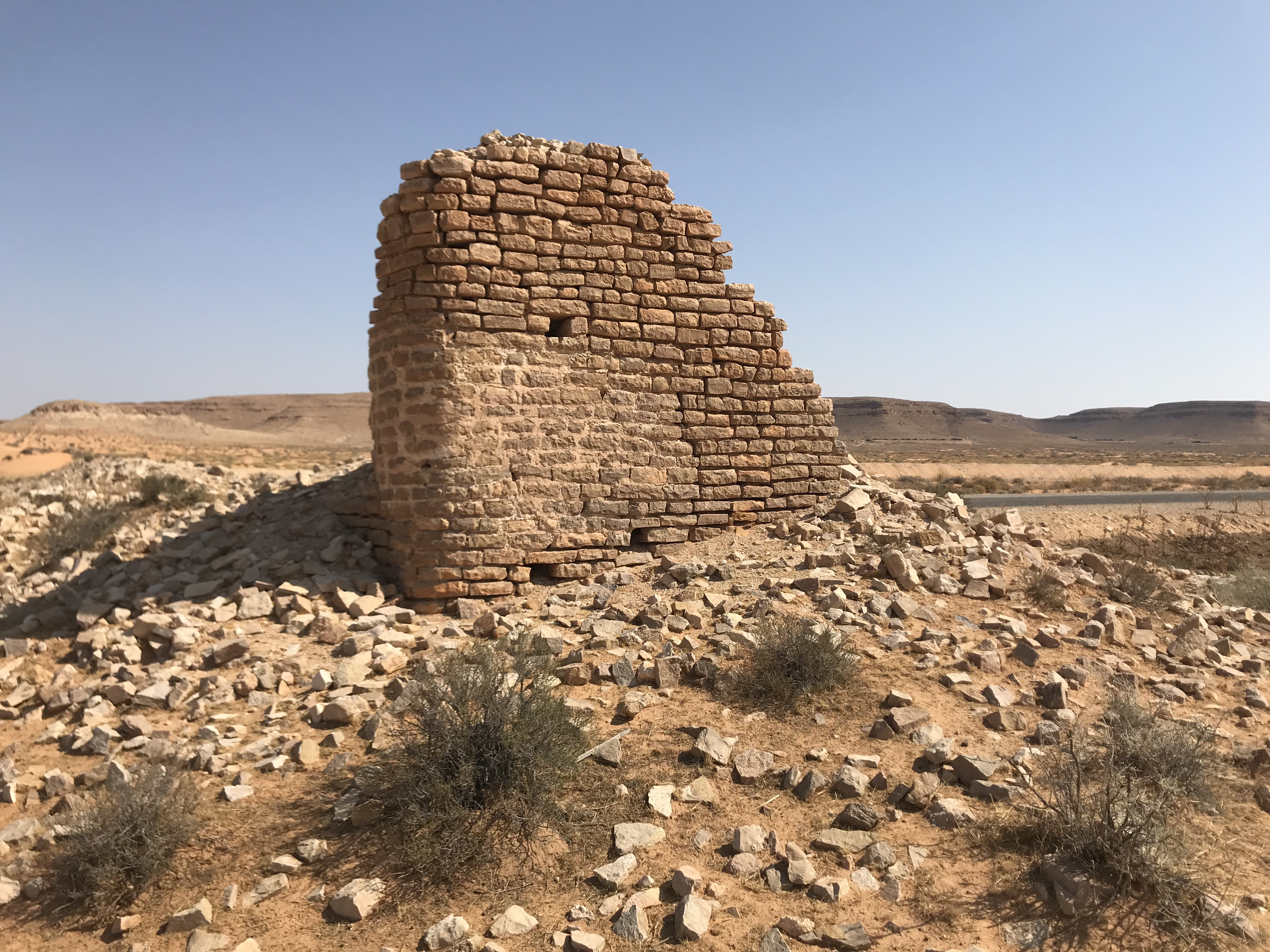
Tour porte de la muraille de l'oued Skiffa (oued El Khil, gouvernorat de Tataouine).
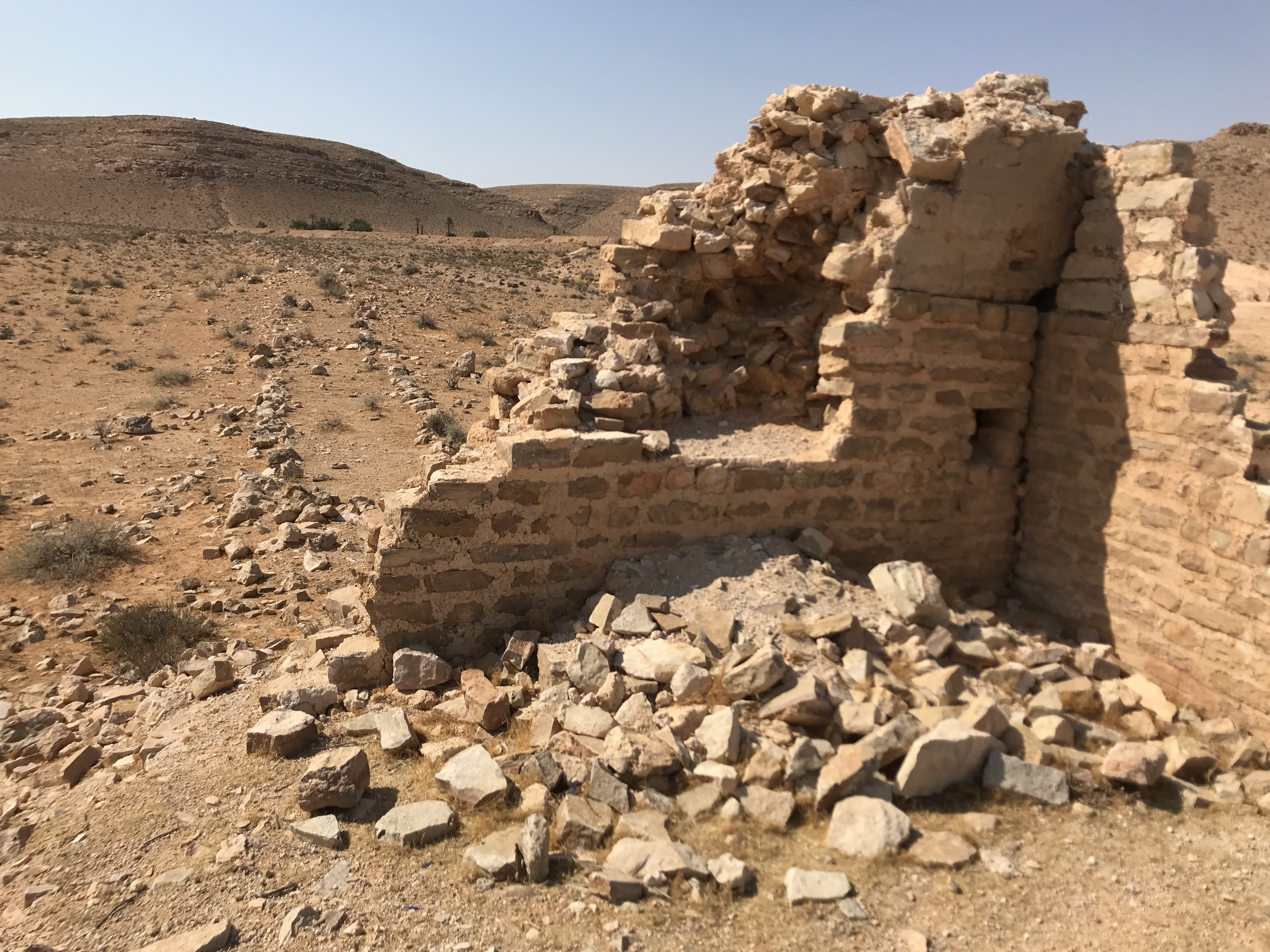
Vue de la même tour porte.
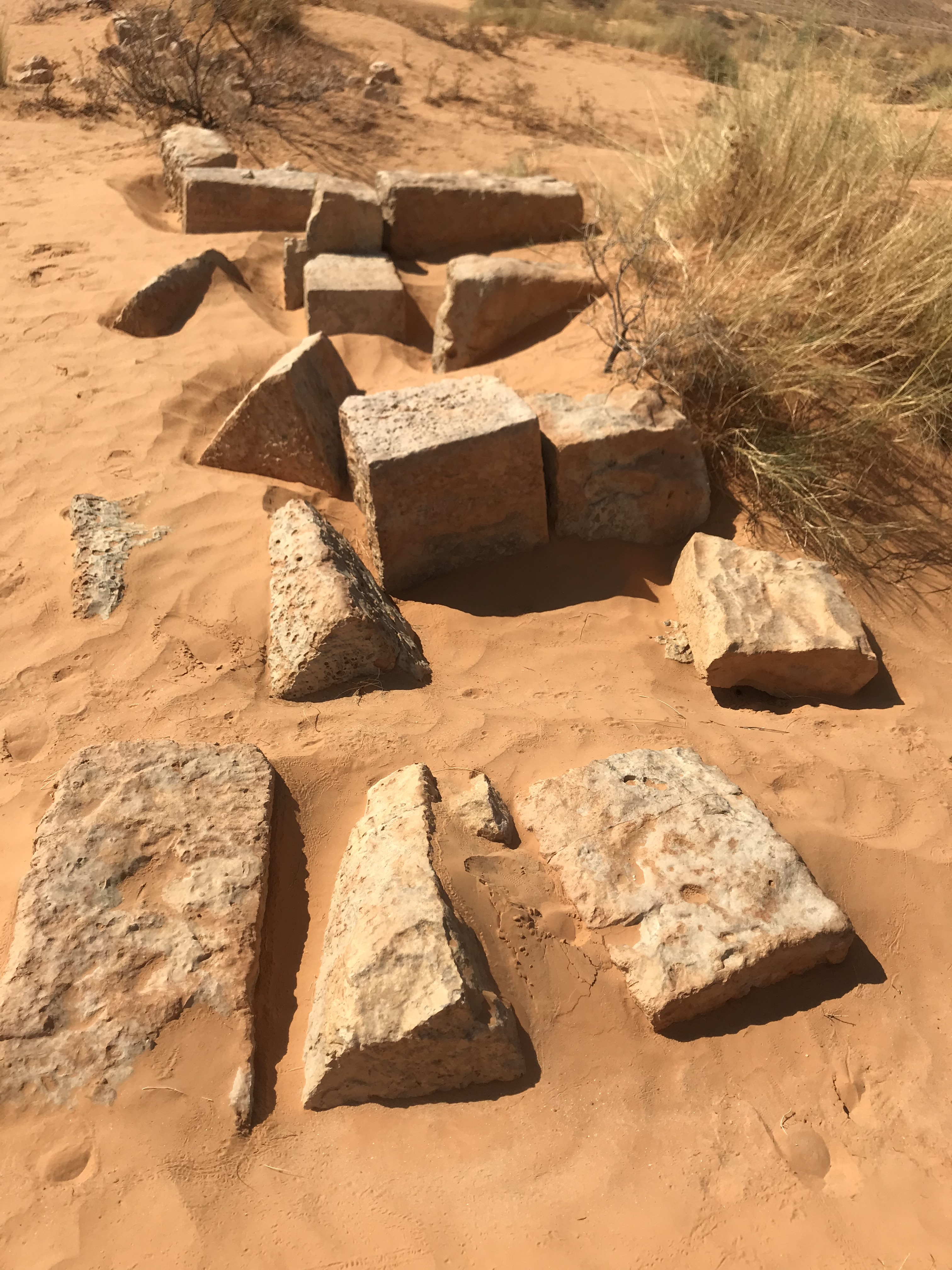
Pierres de taille (clausura de l'oued Skiffa).